# Shikisai Moment
Shikisai Moment (色彩モーメント) è un album del gruppo musicale visual/oshare kei AN CAFE, pubblicato nel novembre del 2005.
Si tratta, più precisamente, del loro primo vero album.

## Tracce
Come di consueto, tutti i testi sono ad opera di Miku.
| Titolo                           | Musica                                   | Durata |
| -------------------------------- | ---------------------------------------- | ------ |
| Opening(Shikisai vr.)            | //                                       | 1:16   |
| Merrymaking                      | Kanon                                    | 5:03   |
| Escapism (Shikisai vr.)          | Bou                                      | 4:54   |
| Ippatsu Gyakuten Renai Game      | Kanon                                    | 3:32   |
| Golden Wing                      | Teruki                                   | 4:34   |
| Rinne no Tsumi                   | Teruki                                   | 6:00   |
| Omocha                           | Kanon                                    | 3:31   |
| Tekesuta Kousen                  | Kanon                                    | 4:53   |
| Nyappy in The World              | Kanon                                    | 4:09   |
| 1/2                              | Bou                                      | 4:04   |
| Wagamama Koushinkyou             | Bou                                      | 4:50   |
| My Favourite Beat (hidden track) | Kanon, Bou, Teruki (sia musica che voce) | 4:30   |

### Disco Due (DVD)
| Titolo                                 |
| -------------------------------------- |
| 'Antic Room' (part.1)                  |
| Wagamama Koushinkyou (music videoclip) |
| 'Antic Room' (part.2)                  |
| Tekesuta Kousen (music videoclip)      |
| 'Antic Room' (part.3)                  |
| Escapism (music videoclip)             |
| 'Antic Room' (part.4)                  |
| Merrymaking (music videoclip)          |